# Passo Agnel
O Passo Agnel, Passo do Agnel, Passo Agnello ou Passo do Agnello (em francês:  Col Agnel, em italiano:  Colle dell'Agnello) é um passo de montanha situada sobre a fronteira França-Itália nos Alpes, à altitude de 2748 m. É o terceiro passo de montanha com estrada alcatroada mais alto dos Alpes, após o Passo do Iseran (2770 m) e o Passo do Stelvio (2758 m), e o mais alto colo internacional da cordilheira. O Passo do Agnel é pouco conhecido e não é muito utilizado.
Foi lançada a hipótese de ter sido usado por Aníbal na sua marcha com elefantes para atacar Roma no início da Segunda Guerra Púnica. Uma placa moderna, no lado francês, comemora o evento.
O colo já foi usado no Tour de France em duas ocasiões: no Tour de France de 2008 e no Tour de France de 2011. Também por duas vezes foi incluído no Giro d'Italia: em 2007 e 2016. Do lado francês, a partir de Château-Queyras, a subida tem 20,5 km de comprimento e declive médio de 6,6%. Do lado italiano, a partir de Casteldelfino a subida tem 22,4 km e declive médio de 6,5%. O lado oriental (italiano) é particularmente exigente no ciclismo, com uma secção final de 10 km com 9,5% de declive médio, entre os 1800 e os 2740 m de altitude.